# 윈도우 구성 요소 목록
아래는 마이크로소프트 윈도우 구성 요소의 목록이다.

## 구성 및 관리
| 제어판                    |                                        |
| 제어판                    | 윈도우 1.0                             |
| 장치 관리자               | 윈도우 95                              |
| 윈도우 모바일 센터        | 윈도우 비스타                          |
| 윈도우 관리 센터          | 윈도우 XP SP2                          |
| 관리 도구                 |                                        |
| 마이크로소프트 관리 콘솔  | 윈도우 NT 4.0 옵션 팩                  |
| 윈도우 시스템 평가 도구   | 윈도우 비스타                          |
| 시스템 복원               | 윈도우 미                              |
| 윈도우 사전 설치 환경     | 윈도우 비스타                          |
| 디스크 조각 모음 (윈도우) | 윈도우 95, 윈도우 2000                 |
| 이벤트 뷰어               | 윈도우 NT 3.1                          |
| 리소스 모니터             | 윈도우 비스타                          |
| 논리 디스크 관리자        | 윈도우 NT 4.0 (별도 도구), 윈도우 2000 |
| 레지스트리 편집기         | 윈도우 3.1x                            |
| 작업 스케줄러             | 마이크로소프트 플러스! 포 윈도우 95    |
| 소프트웨어 설치 및 배치   |                                        |
| 윈도우 업데이트           | 윈도우 98                              |
| 윈도우 인스톨러           | 윈도우 2000                            |
| 한번 클릭                 | 닷넷 프레임워크 2.0                    |

## 사용자 인터페이스
| 구성 요소            | 도입 시점                                       |
| -------------------- | ----------------------------------------------- |
| 윈도우 파워셸        | 윈도우 XP                                       |
| 윈도우 셸            | 윈도우 95                                       |
| 윈도우 탐색기        | 윈도우 95                                       |
| 윈도우 검색          | 윈도우 비스타, 오래된 버전의 경우 다운로드 가능 |
| 특수 폴더            | 윈도우 95                                       |
| 시작 메뉴            | 윈도우 95                                       |
| 작업 표시줄          | 윈도우 95                                       |
| 윈도우 데스크톱 가젯 | 윈도우 7                                        |
| 파일 연결            | 윈도우 3.0                                      |

## 응용 프로그램 및 유틸리티
| 구성 요소               | 도입 시점                                        |
| ----------------------- | ------------------------------------------------ |
| 윈도우 쉬운 전송        | 윈도우 비스타                                    |
| 윈도우 연락처           | 윈도우 비스타                                    |
| 계산기                  | 윈도우 1.0                                       |
| 문자표                  | 윈도우 3.1x                                      |
| 그림판                  | 윈도우 1.0                                       |
| 윈도우 투 고            | 윈도우 8                                         |
| 메모장                  | 윈도우 1.0                                       |
| 내레이터                | 윈도우 2000                                      |
| 녹음기                  | 윈도우 3.1x                                      |
| Cmd.exe                 | 윈도우 1.0                                       |
| 워드패드                | 윈도우 95                                        |
| 사용자 정의 문자 편집기 | 윈도우 3.1x 동아시아판                           |
| 원격 데스크톱 연결      | 윈도우 XP, 이전 윈도우 버전의 경우 다운로드 가능 |
| 윈도우 원격 지원        | 윈도우 XP                                        |
| 인터넷 익스플로러       | 마이크로소프트 플러스! 포 윈도우 95              |
| IExpress                | 인터넷 익스플로러 6                              |
| 윈도우 팩스 및 스캔     | 윈도우 비스타                                    |
| 윈도우 미디어 플레이어  | 윈도우 95                                        |
| 윈도우 사진 뷰어        | 윈도우 7                                         |
| 윈도우 DVD 메이커       | 윈도우 비스타                                    |
| 윈도우 저널             | 윈도우 XP 에디션, 윈도우 비스타                  |
| 윈도우 미디어 센터      | 윈도우 XP 미디어 센터 에디션                     |
| 윈도우 작업 관리자      | 윈도우 3.0                                       |
| 디스크 정리             | 윈도우 98                                        |
| 섀도 복사본             | 윈도우 비스타                                    |
| 캡처 도구               | 윈도우 XP 태블릿 PC 에디션 2005 확장팩           |
| 알람 및 시계            | 윈도우 10.                                       |

## 윈도우 서버 구성 요소
| 구성 요소          | 준말         | 지원                          |
| ------------------ | ------------ | ----------------------------- |
| 윈도우 서버 도메인 |              | 모든 윈도우 NT 기반 버전      |
| 액티브 디렉터리    | AD           | 윈도우 2000, 윈도우 서버 2003 |
| 도메인 컨트롤러    | DC, PDC, BDC | 모든 윈도우 NT 기반 버전      |
| 그룹 정책          | GP, GPO      | 윈도우 2000 이상              |
| 인터넷 정보 서비스 | IIS          | 윈도우 NT                     |

## 파일 시스템
| 구성 요소                            | 지원                                                                               |
| ------------------------------------ | ---------------------------------------------------------------------------------- |
| 파일 할당 테이블 (FAT, FAT12, FAT16) | 모든 버전                                                                          |
| FAT32                                | 윈도우 95 OSR2, 윈도우 98, 윈도우 2000, 윈도우 XP, 윈도우 서버 2003, 윈도우 비스타 |
| NTFS                                 | 윈도우 NT (모든 버전)                                                              |
| ISO 9660 (CDFS)                      | MS-DOS, 윈도우 9x (MSCDEX.EXE 확장을 통해), 윈도우 NT의 경우 네이티브 지원         |
| 유니버설 디스크 포맷 (UDF)           | 윈도우 98, 윈도우 2000, 윈도우 XP, 윈도우 서버 2003, 윈도우 비스타                 |
| HPFS                                 | 윈도우 95 (읽기/쓰기), 윈도우 98, 윈도우 NT (읽기), 3.1/3.51 (읽기/쓰기/부팅)      |
| ReFS                                 | 윈도우 서버 2012, 윈도우 8.1                                                       |

## 코어 구성 요소
| 윈도우 커널 (윈도우 NT)            |          |
| Ntoskrnl.exe                       |          |
| 윈도우 라이브러리 파일             | HAL      |
| 윈도우 라이브러리 파일             |          |
| 코어 프로세스 (윈도우 NT)          |          |
| 시스템 유휴 프로세스               | SIP      |
| 세션 관리자 하위 시스템            | SMSS     |
| 클라이언트/서버 런타임 하위 시스템 | CSRSS    |
| 로컬 보안 인증 하위 시스템 서비스  | LSASS    |
| 윈로그온                           |          |
| Svchost.exe                        |          |
| 윈도우 온 윈도우, WOW64            | WoW      |
| 가상 도스 머신                     | NTVDM    |
| 시스템 시작 (윈도우 NT)            |          |
| NTLDR, IA64ldr, Winload            |          |
| 복구 콘솔                          |          |
| Ntdetect.com                       |          |
| 윈도우 비스타 시작 프로세스        |          |
| 그래픽 하위 시스템                 |          |
| 데스크톱 창 관리자                 | DWM      |
| 그래픽 장치 인터페이스             | GDI/GDI+ |
| 윈도우 사용자                      |          |

## 서비스
| 표시 이름                           | 서비스 키 이름       | 도입 시점                           |
| ----------------------------------- | -------------------- | ----------------------------------- |
| 액티브 디렉터리                     | NTDS                 | 윈도우 2000                         |
| Alerter service                     | Alerter              | 윈도우 NT                           |
| 응용 프로그램 수준 게이트웨이       | ALG                  | 윈도우 2000                         |
| 응용 프로그램 체험 서비스           |                      |                                     |
| 응용 프로그램 관리                  | AppMgmt              | 윈도우 2000                         |
| 백그라운드 인텔리전스 전송 서비스   | BITS                 | 윈도우 XP                           |
| 컴퓨터 브라우저                     | Browser              | 윈도우 3.1x                         |
| 분산 링크 추적                      | TrkWks, TrkSrv       | 윈도우 2000                         |
| 분산 트랜잭션 코디네이터            | MSDTC                | 윈도우 2000 이상의 NT 기반          |
| DNS 클라이언트                      | DNSCache             | 윈도우 2000                         |
| 이벤트 로그                         | EventLog             | 윈도우 NT                           |
| 확장 가능 인증 프로토콜             | EAPHost              | 윈도우 2000                         |
| 색인 서비스                         | CISVC                | 윈도우 2000 이상의 NT 기반          |
| Interactive Services Detection      | UI0Detect            | 윈도우 비스타                       |
| 인터넷 연결 공유 (ICS)              | SharedAccess         | 윈도우 2000                         |
| 네트워크 위치 인식                  | NLA                  | 윈도우 XP                           |
| Network Store Interface Service     | NSIS                 | 윈도우 XP                           |
| NTLM 보안 지원 제공자               | NTLMSSP              | 윈도우 NT                           |
| 피어 이름 해결 프로토콜             | PNRPSvc              | 윈도우 XP                           |
| 플러그 앤드 플레이                  | PlugPlay             | 윈도우 2000                         |
| 인쇄 스풀러                         | Spooler              | 윈도우 95, 윈도우 NT                |
| 원격 프로시저 호출 (RPC)            | RpcSs                | 윈도우 NT 계열                      |
| 라우팅 및 원격 접속 서비스          | RRAS                 | 윈도우 2000                         |
| 2차 로그온                          | SecLogon             |                                     |
| 보안 계정 관리자                    | SamSs                | 윈도우 NT 계열                      |
| 시스템 이벤트 통보 서비스           | SENS                 | 윈도우 2000                         |
| 프리페처                            | SysMain              | 윈도우 비스타                       |
| 작업 스케줄러                       | Schedule             | 마이크로소프트 플러스! 포 윈도우 95 |
| TCP/IP NetBIOS Helper               | LmHosts              | 윈도우 NT 계열                      |
| 볼륨 섀도 복사본                    | VSS                  | 윈도우 XP                           |
| 윈도우 오디오                       | AudioSrv             | 윈도우 XP                           |
| 윈도우 오류 보고                    | WERSvc               | 윈도우 XP                           |
| 윈도우 방화벽                       | MpsSvc               | 윈도우 비스타                       |
| 윈도우 방화벽/인터넷 연결 공유(ICS) | SharedAccess         | 윈도우 XP 전용                      |
| Windows Image Acquisition(WIA)      | STISvc               | 윈도우 미                           |
| 윈도우 시간                         | W32Time              | 윈도우 2000                         |
| 윈도우 업데이트                     | WUAUServ             | 윈도우 XP                           |
| 무선 제로 구성                      | WZCSvc (XP), WLANSvc | 윈도우 XP, 서버 2003 전용           |
| 윈도우 메신저 서비스                | Messenger            | 윈도우 NT 계열                      |
| WebClient                           |                      | 윈도우 XP                           |

## DirectX
- Direct3D
- 다이렉트드로
- DirectInput
- DirectMusic
- DirectPlay
- 다이렉트쇼
- 다이렉트사운드
- DirectX
- DirectX 플러그인
- DirectX 비디오 가속

## 네트워크
- 관리 공유
- 분산 파일 시스템
- 내 네트워크 환경
- 네트워크 접속 보호
- 원격 설치 서비스
- 서버 메시지 블록
- 윈도우 권리 관리 서비스

## 스크립트 및 명령줄
- 배치 파일
- CHKDSK
- Cmd.exe
- ComSpec
- Ipconfig
- Net
- Net Send
- Netdom.exe: 윈도우 도메인 관리자
- Netsh
- Netstat
- 큐베이직
- Regsvr32
- Robocopy
- Win32 콘솔
- 윈도우 스크립트 호스트
- 윈도우 파워셸
- XCOPY

## 커널
- Commit charge
- 커널 트랜잭션 관리자
- 스레드 정보 블록

## 닷넷 프레임워크
- 어셈블리
- CLI 언어
- 메타데이터
- 닷넷 리모팅
- ADO.NET
- ASP.NET
- 기본 클래스 라이브러리
- 공통 중간 언어
- 공통 언어 기반
- 공통 언어 런타임
- 공통 유형 시스템
- 가상 실행 시스템
- 윈도우 카드스페이스
- 윈도우 커뮤니케이션 파운데이션
- 윈도우 폼
- 윈도우 프레젠테이션 파운데이션
- 윈도우 워크플로 파운데이션

## 보안
| 구성 요소              | 도입 시점                                                            |
| ---------------------- | -------------------------------------------------------------------- |
| AppLocker              | 윈도우 7 프로페셔널, 엔터프라이즈, 얼티밋 에디션 윈도우 서버 2008 R2 |
| 비트로커               | 윈도우 비스타 엔터프라이즈, 얼티밋 에디션, 윈도우 서버 2008          |
| 실행 가능 공간 보호    | 윈도우 XP 서비스 팩 2                                                |
| 암호화 파일 시스템     | 윈도우 2000                                                          |
| 보안 계정 관리자       | 윈도우 NT 3.1                                                        |
| SYSKEY                 | 윈도우 NT 4.0 서비스 팩 3                                            |
| 사용자 계정 컨트롤     | 윈도우 비스타, 윈도우 서버 2008                                      |
| 윈도우 방화벽 (wf.msc) | 윈도우 XP 서비스 팩 2                                                |
| 윈도우 디펜더          | 윈도우 XP, 윈도우 서버 2003                                          |
| 윈도우 리소스 보호     | 윈도우 비스타                                                        |

## 현재는 쓰이지 않는 구성 요소 및 프로그램
| 구성 요소                | 분류            | 도입 시점                 | 마지막 OS 포함              | 대체 대상                                                       |
| ------------------------ | --------------- | ------------------------- | --------------------------- | --------------------------------------------------------------- |
| 풀 틸트! 핀볼            | 게임            | 플러스! 95 포 윈도우 95   | 윈도우 XP                   | 없음                                                            |
| 액티브무비               | API             | 윈도우 95                 | ---                         | 다이렉트쇼                                                      |
| 카드파일                 | 개인 일정 관리  | 윈도우 1.0                | 윈도우 미                   | 아웃룩 익스프레스 또는 윈도우 라이브 메일                       |
| 체스 타이탄스            | 게임            | 윈도우 비스타             | 윈도우 7                    | 없음                                                            |
| 더블스페이스             | 데이터 압축     | MS-DOS                    | 윈도우 미                   | 없음                                                            |
| 파일 관리자              | 파일 관리자     | 윈도우 3.0                | 윈도우 NT 4.0               | 윈도우 탐색기                                                   |
| 프리셀                   | 게임            | Win32s                    | 윈도우 7                    | 카드놀이 (윈도우)                                               |
| 하트                     | 게임            | 윈도우 포 워크그룹 3.11   | 윈도우 7                    | 없음                                                            |
| 하이퍼터미널             | 통신            | 윈도우 95                 | 윈도우 XP                   | 없음                                                            |
| Hold 'Em                 | 게임            | 윈도우 비스타             | 윈도우 비스타               | 없음                                                            |
| 호버!                    | 게임            | 윈도우 95                 | ---                         | 없음                                                            |
| 구슬 넣기                | 게임            | 윈도우 XP 에디션          | 윈도우 비스타               | 없음                                                            |
| 마이크로소프트 마종      | 게임            | 윈도우 비스타             | 윈도우 7                    | 마이크로소프트 마종                                             |
| 인터넷 메일 및 뉴스      | 이메일          | 윈도우 95                 | ---                         | 아웃룩 익스프레스 또는 윈도우 라이브 메일                       |
| 지뢰 찾기                | 게임            | 윈도우 3.1x               | 윈도우 7                    | 지뢰 찾기 (윈도우)                                              |
| 미디어 제어 인터페이스   | API             | 윈도우 3.0                | ---                         | 없음                                                            |
| 미디어 플레이어          | 미디어 플레이어 | 윈도우 3.0                | 윈도우 XP                   | 윈도우 미디어 플레이어                                          |
| 마이크로소프트 일정      | 개인 일정 관리  | 윈도우 1.0                | 윈도우 2000                 | 윈도우 일정 또는 윈도우 라이브 메일                             |
| 마이크로소프트 진단      | 진단            | MS-DOS                    | 플러스! 95 포 윈도우 95     | 마이크로소프트 시스템 정보                                      |
| 마이크로소프트 팩스      | 팩스            | 윈도우 95                 | 윈도우 XP                   | 윈도우 팩스 및 스캔                                             |
| 윈도우 도움말            | 온라인 도움말   | 윈도우 3.0                | 윈도우 XP                   | 마이크로소프트 도움말                                           |
| NT백업                   | 백업            | 윈도우 NT 4.0             | 윈도우 XP, 윈도우 서버 2003 | 윈도우 백업 및 복원 센터, 윈도우 서버 백업                      |
| 아웃룩 익스프레스        | 이메일          | 윈도우 98                 | 윈도우 XP                   | 윈도우 메일 또는 윈도우 라이브 메일                             |
| 프로그램 관리자          | GUI             | 윈도우 3.0                | 윈도우 XP                   | 윈도우 탐색기                                                   |
| 퍼블 플레이스            | 게임            | 윈도우 비스타             | 윈도우 7                    | 없음                                                            |
| 오델로                   | 게임            | 윈도우 1.0                | 윈도우 3.0                  | 인터넷 Reversi 전용 (윈도우 미, 윈도우 XP)                      |
| 카드놀이                 | 게임            | 윈도우 3.0                | 윈도우 7                    | 카드놀이 (윈도우)                                               |
| 스파이더 카드놀이        | 게임            | 마이크로소프트 플러스! 98 | 윈도우 7                    | 카드놀이 (윈도우)                                               |
| 시스템 파일 검사기       | 보안            | 윈도우 98                 | 윈도우 서버 2003            | 윈도우 리소스 보호                                              |
| 팅커                     | 게임            | 윈도우 비스타             | 윈도우 비스타               | 없음                                                            |
| 비디오 포 윈도우         | API             | 윈도우 3.1x               | 윈도우 95                   | 다이렉트쇼                                                      |
| 윈도우 주소록            | 연락처 관리자   | 윈도우 95                 | 윈도우 XP                   | 윈도우 연락처 또는 윈도우 라이브 메일                           |
| 윈도우 일정              | 개인 정보       | 윈도우 비스타             | 윈도우 비스타               | 윈도우 라이브 메일                                              |
| 윈도우 파일 보호         | 보안            | 윈도우 미                 | 윈도우 XP                   | 윈도우 리소스 보호                                              |
| 윈도우 메일              | 이메일          | 윈도우 비스타             | 윈도우 비스타               | 윈도우 라이브 메일                                              |
| 윈도우 메신저            | 이메일          | 윈도우 95                 | 윈도우 95                   | 인터넷 메일 및 뉴스 또는 윈도우 라이브 메일                     |
| 윈도우 메신저            | 인터넷 메시징   | 윈도우 XP                 | 윈도우 XP, 윈도우 서버 2003 | 윈도우 라이브 메신저                                            |
| 윈도우 무비 메이커       | 비디오          | 윈도우 미                 | 윈도우 비스타               | 윈도우 무비 메이커                                              |
| 마이크로소프트 넷미팅    | 웹 콘퍼런스     | 윈도우 95                 | 윈도우 XP                   | 윈도우 미팅 스페이스                                            |
| 윈도우 사진 갤러리       | 사진            | 윈도우 비스타             | 윈도우 비스타               | 윈도우 사진 갤러리                                              |
| 윈도우 사진 및 팩스 뷰어 | 사진            | 윈도우 XP                 | 윈도우 XP                   | 윈도우 사진 갤러리, 윈도우 팩스 및 스캔 또는 윈도우 사진 갤러리 |
| 윈도우 라이트            | 워드 프로세서   | 윈도우 1.0                | 윈도우 NT 3.5               | 워드패드                                                        |

## API
- 클리어타입
- 미디어 파운데이션
- 윈도우 드라이버 프레임웍스
- 윈도우 이미징 구성 요소
- 윈도우 관리 기능

## 기타
- 액티브싱크
- 입출력 기술
- 매크로 레코더
- 마이크로소프트 에이전트
- 프리페처
- 레디부스트
- 동기화 센터
- 텍스트 서비스 프레임워크
- 유니버설 오디오 아키텍처
- 윈도우 색 시스템
- 윈도우 모바일 장치 센터
- 윈도우 랠리
- 윈도우 레지스트리
- 윈도우 음성 인식
- 오픈 XML 문서 규격